# Gérard Blitz (ondernemer)
Gérard Blitz (Antwerpen, 28 februari 1912 – Parijs, 3 maart 1990) was een Belgisch waterpoloër, diamantair en stichter van de Club Méditerranée. Hij behaalde voor België de bronzen medaille in waterpolo tijdens de Olympische Spelen van 1936. Op 27 april 1950 richtte hij Club Méditerranée op. Hij was de zoon van Maurice Blitz en de neef van de andere Gérard Blitz.
Gérard Blitz · 
Albert Castelyns · 
Pierre Coppieters · 
Joseph De Combe · 
Henri De Pauw · 
Henri Disy · 
Fernand Isselé · 
Edmond Michiels · 
Henri Stoelen
- Bibliothèque nationale de France: cb121810920 (data)
- International Standard Name Identifier: 0000 0000 8093 6810
- Library of Congress Control Number: n2010070222
- Système universitaire de documentation: 030386063
- Virtual International Authority File: 14813696
- WorldCat: E39PBJfcQFbydcF8JjkmRb7rbd